# Drevant
Drevant település Franciaországban, Cher megyében. Lakosainak száma 551 fő (2022. január 1.). Drevant Ainay-le-Vieil, Colombiers, La Groutte, Saint-Amand-Montrond és Saint-Georges-de-Poisieux községekkel határos.

## Népesség
A település népessége az elmúlt években az alábbi módon változott:
| Lakosok száma | 283  | 486  | 533  | 631  | 565  | 563  | 543  | 549  | 546  | 551  |
|               | 1968 | 1982 | 1990 | 2006 | 2013 | 2015 | 2017 | 2019 | 2020 | 2022 |